# Stan Lee
Stanley Martin Lieber, mais conhecido como Stan Lee (Nova Iorque, 28 de dezembro de 1922 — Los Angeles, 12 de novembro de 2018), foi um escritor, editor, publicitário, produtor, diretor, empresário e ator norte-americano. Foi editor-chefe e presidente da Marvel Comics antes de deixar a empresa para se tornar presidente emérito da editora, bem como um membro do conselho editorial. Lee também era conhecido por fazer várias aparições em filmes do Universo Cinematográfico Marvel, sendo sua última aparição no filme Vingadores: Ultimato, de 2019.
Em colaboração com vários artistas, incluindo Jack Kirby e Steve Ditko, Stan Lee cocriou diversos super-heróis, como: Homem-Aranha, Homem de Ferro, Hulk, Doutor Estranho, Quarteto Fantástico, Demolidor, Pantera Negra, X-Men e os Vingadores. Além disso, desafiou a organização de censura da indústria de quadrinhos americana, o Comics Code Authority, indiretamente levando-a a atualizar suas políticas. Lee liderou a expansão da Marvel Comics de uma pequena divisão editorial para uma gigantesca corporação de multimídia.
Stan Lee foi introduzido no Will Eisner Award Hall of Fame em 1994, no Jack Kirby Hall of Fame em 1995 e recebeu uma National Medal of Arts em 2008.

## Origem
Stanley Martin Lieber nasceu em Manhattan, Nova Iorque, em 28 de dezembro de 1922, filho do casal Jack e Celia Lieber, ambos judeus imigrantes da Romênia. Seu pai, um alfaiate, e sua mãe, uma dona de casa, tiveram mais um filho, Larry, em 1931. Assim como Stanley, Larry Lieber fez carreira no mundo dos quadrinhos. A família de Stan Lee era relativamente pobre. Ele morou boa parte da infância e da adolescência em um quarto e sala no Bronx, na periferia de Nova Iorque. Ele e o irmão dividiam o diminuto e único quarto do apartamento, e os pais dormiam em um sofá-cama na sala. Durante a adolescência, Stan Lee estudou na DeWitt Clinton High School, também localizada no Bronx.
Desde pequeno, Lee gostava de escrever. Durante a adolescência, seu sonho era escrever um grande romance. Formou-se aos dezesseis anos e trabalhou escrevendo obituários em jornais e entregando sanduíches para escritórios no Rockefeller Center, além de servir como office boy em uma fábrica manufatureira e lanterninha do Teatro Rivoli, na Broadway.

## Carreira

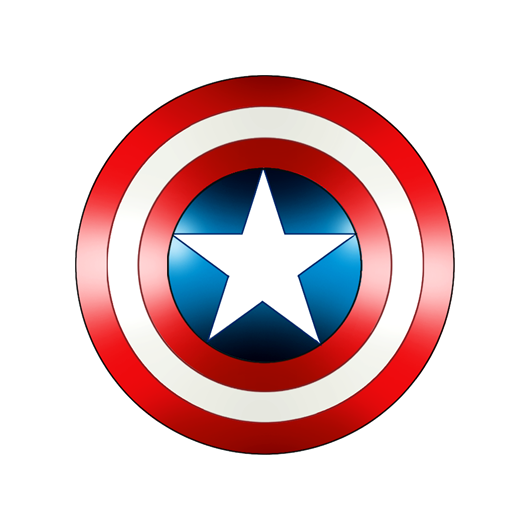
O primeiro texto publicado por Stan Lee na Timely foi uma história em que mostrou o escudo do Capitão América como uma arma de arremesso.

Com a ajuda de seu tio Robbie Solomon, Lee tornou-se assistente em 1939 na editora Timely Comics, uma divisão de revistas pulps e histórias em quadrinhos que, na década de 1960, evoluiria para a Marvel Comics. Stan Lee, cuja prima Jean era a esposa de Martin Goodman, o chefe da Timely Comics, foi formalmente contratado pelo editor Joe Simon.
Seu primeiro trabalho publicado foi um conto ilustrado por Jack Kirby intitulado Captain America Foils the Traitor's Revenge, publicado em Captain America Comics #3 em maio de 1941, usando o pseudônimo "Stan Lee". Lee explicou em sua autobiografia e várias outras fontes que pretendia salvar o nome "Stanley Lieber" para trabalhos literários. Sua primeira história para a Timely Comics introduziu o uso do escudo do Capitão América como uma arma de arremesso. Criou histórias em quadrinhos para as revistas Headline Hunter e Foreign Correspondent, publicada dois números depois. A primeira cocriação de Stan Lee foi o Destroyer, em Mystic Comics #6 em agosto de 1941. Outros personagens que cocriou durante a Era de ouro dos Quadrinhos incluem Jack Frost, estreando em USA Comics #1 em agosto de 1941, e Father Time, estreando em Captain America Comics #6 em agosto de 1941.
Quando Joe Simon e Jack Kirby saíram da Timely Comics no final de 1941, após uma discussão com Martin Goodman, o editor nomeou Lee, que tinha 18 anos, como editor interino. Seu talento para o negócio o levou a permanecer como editor-chefe da divisão de histórias em quadrinhos, bem como diretor de arte durante boa parte desse tempo — até 1972, quando sucederia Goodman como publisher.

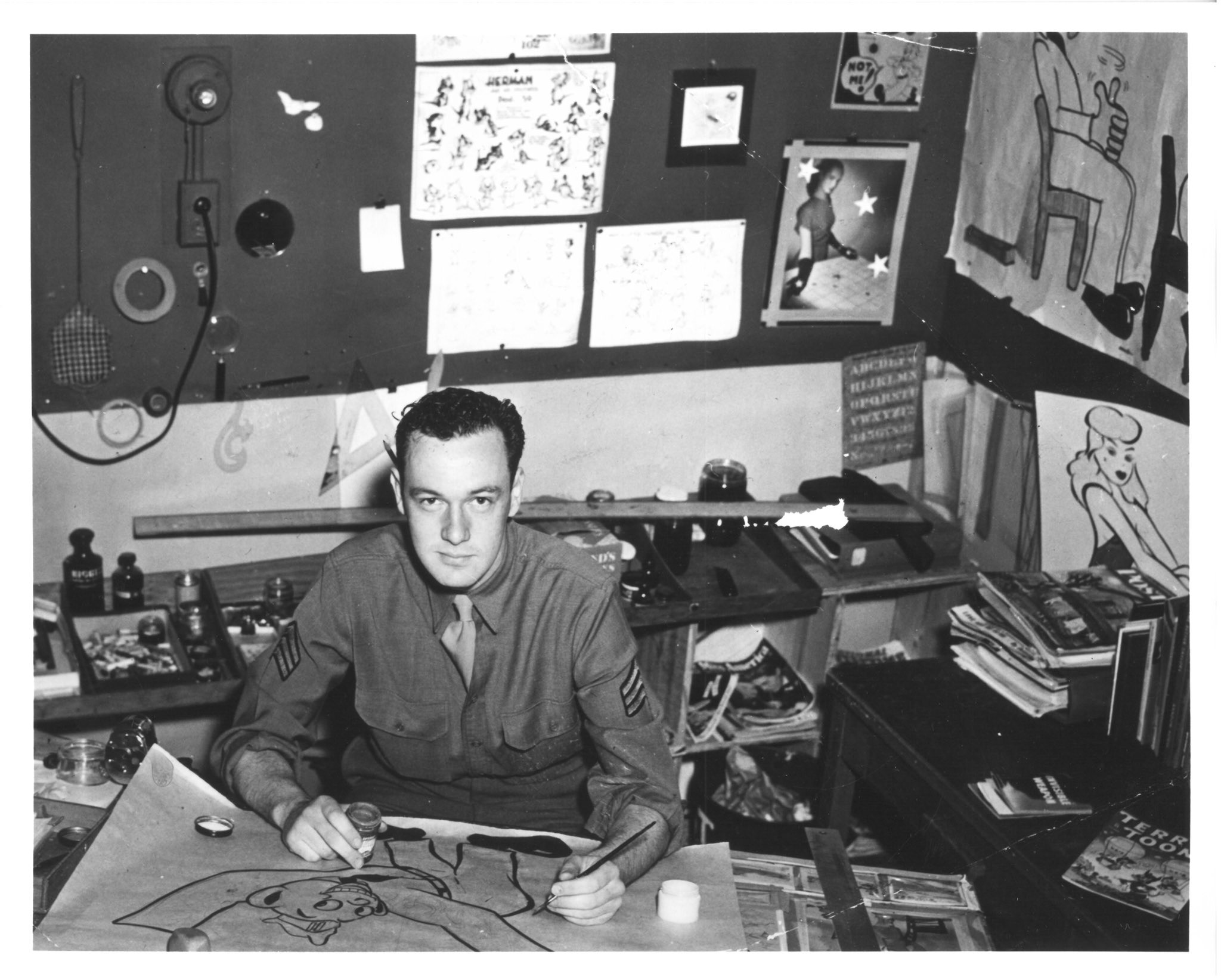
Stan Lee no Exército

Stan Lee ingressou no Exército no início de 1942 e serviu como membro do Signal Corps, fazendo manutenção em postes telegráficos e outros equipamentos de comunicação. Mais tarde, foi transferido para a Divisão de Filmes de Treinamento, onde trabalhou escrevendo manuais, filmes de treinamento, slogans e, ocasionalmente, fazendo cartoons. Ele afirmou que sua classificação militar era dramaturgo e que apenas nove homens no exército estadunidense receberam esse título. Vincent Fago, editor da seção "animation comics" da Timely, que publicava quadrinhos de animais engraçados, o substituiu até que Lee retornou de seu serviço militar em 1945.
Em meados da década de 1950, quando a Timely Comics passou a ser conhecida como Atlas Comics, Stan Lee escreveu histórias de romance, faroeste, humor, ficção científica, aventura medieval, horror e suspense. Na década de 1950, uniu-se ao seu colega de quadrinhos Dan DeCarlo para produzir a tira de jornal My Friend Irma, baseada na comédia de rádio estrelada por Marie Wilson. No final da década, Lee ficou insatisfeito com sua carreira e pensou em abandonar o ramo.
Naquela época, em uma campanha moralizadora realizada pelo psiquiatra Fredric Wertham e pelo senador Estes Kefauver, estes acusaram as revistas em quadrinhos de corromper as mentes dos jovens leitores com imagens ambíguas de violência e sexualidade. Em 1954, Wertham publicou Sedução do Inocente, um livro sobre suas teorias. Isso fez com que o Subcomitê sobre Delinquência Juvenil do Senado dos EUA começasse a investigar os efeitos da mídia de massa publicada pela indústria dos quadrinhos. Em abril e junho daquele ano, os senadores organizaram audiências públicas em Nova York. Entre os participantes, estava William Gaines, editor da EC Comics. O senador Kefauver mostrou a ele uma capa do ilustrador Johnny Craig, da EC Comics, com uma cabeça decepada e um machado ensanguentado, da revista Crime SuspenStories, dizendo que aquilo era de "bom gosto" para uma revista de terror e não para leitura infanto-juvenil. O assunto levou a uma reportagem de primeira página no The New York Times com o título No Harm in Horror.
Aquelas audiências marcaram o fim da EC Comics. Gaines tentou se associar a outros editores para se defender, mas os outros estavam procurando uma solução rápida para o problema, que já ameaçava seus negócios. Em outubro de 1954, os editores formaram a Association of Comics Magazine Publishers (Associação dos Editores de Revistas em Quadrinhos da América), adotando um código regulador, o Comics Code Authority. Gaines, inicialmente, se recusou a adotar o CCA e submeter seus quadrinhos para revisão. A maioria dos distribuidores, no entanto, apenas adquiriam quadrinhos aprovados com o código, e Gaines se viu obrigado a adotar o controle. Ele deixou a associação em outubro de 1955 por discordar do rigor da censura imposta para obter o CCA nas suas publicações. Depois, com a publicação da revista Mad, seu faturamento dobrou.

### Revolução da Marvel
No final dos anos 50, o editor da DC Comics, Julius Schwartz, reviveu o arquétipo do super-herói e experimentou um sucesso significativo com sua versão atualizada do Flash e com a Liga da Justiça da América. Em resposta, o editor Martin Goodman designou Stanley Lieber para criar uma nova equipe de super-heróis. Joan, sua esposa, sugeriu que Stan Lee criasse histórias que — sobretudo — o agradassem, uma vez que ele planejava mudar de carreira e não tinha nada a perder.
Lee aceitou o conselho de Joan, dando aos seus super-heróis uma humanidade defeituosa, uma mudança dos arquétipos ideais que eram tipicamente escritos para pré-adolescentes. Antes disso, os super-heróis eram representados como perfeitos ou sem problemas sérios. Entretanto, Stan Lee introduziu personagens complexos e naturalistas que poderiam ter maus ânimos e ataques de melancolia e vaidade. Seus personagens discutiam, se preocupavam em pagar suas contas e em impressionar garotas e ficavam doentes e entediados. Seus super-heróis capturaram a imaginação dos jovens e dos adultos, aumentando drasticamente a venda de quadrinhos da Marvel.
Os primeiros super-heróis criados pela união de Stan Lee e Jack Kirby foi o Quarteto Fantástico — baseado nos Desafiadores do Desconhecido, uma equipe de super-heróis de Kirby publicada pela DC Comics. A popularidade imediata da equipe levou Lee e os ilustradores da Marvel a produzirem uma série de novos títulos. Com Jack Kirby, Stan Lee cocriou Hulk, Thor, Homem de Ferro e X-Men. Com Bill Everett, cocriou o Demolidor. Com Steve Ditko, cocriou o Doutor Estranho e o personagem mais bem-sucedido da história da Marvel, o Homem-Aranha. Todos eles viviam em um universo compartilhado. Lee e Kirby reuniram vários de seus personagens recém-criados no título Vingadores e reviveram personagens dos anos 40, como Namor e Capitão América.
A revolução de Lee se estendeu além dos personagens e enredos até a maneira como os quadrinhos engajaram os leitores e construíram um senso de comunidade entre fãs e criadores. Ele introduziu a prática de incluir regularmente um painel de crédito na página inicial de cada história, nomeando não apenas o roteirista e o desenhista, mas também o arte-finalista e o letrista. Notícias regulares sobre os membros da equipe da Marvel e as próximas histórias foram apresentadas na página Bullpen Bulletins que (como as seções de cartas que apareceram em cada título) foi escrita em um estilo amigável e tagarela. Lee comentou que seu objetivo era que os fãs pensassem nos criadores de quadrinhos como amigos, e considerou uma marca de seu sucesso nessa frente que, em um momento em que as cartas para outros editores de quadrinhos eram tipicamente endereçadas a "Querido Editor", cartas para a Marvel vinha endereçadas aos autores (Exemplo: "Queridos Stan e Jack"). Por volta de 1967, a marca já estava bastante satisfeita na cultura popular que um programa de rádio da WBAI em 3 de março com Lee e Kirby como convidados foi intitulado "Will Success Spoil Spiderman" [sic].
Ao longo da década de 1960, Lee roteirizou, dirigiu e editou a maioria das séries da Marvel, moderou as seções de cartas, escreveu uma coluna mensal chamada "Stan's Soapbox" e escreveu uma cópia promocional sem fim, muitas vezes assinando seu lema "Excelsior!" (que também é o lema do estado de Nova York). Para manter sua carga de trabalho e cumprir os prazos, ele usou um sistema que era usado anteriormente por vários estúdios de história em quadrinhos, mas devido ao sucesso obtido, ficou conhecido como o "Método Marvel". Tipicamente, Lee iria debater uma história com o artista e então preparar uma breve sinopse ao invés de um roteiro completo. Com base na sinopse, o artista preencheria o número de páginas atribuído determinando e desenhando a narrativa de quadro a quadros. Depois que o artista desenhava as páginas a lápis, Lee escrevia as palavras balões e legendas e depois supervisionava as letras e as cores. Com efeito, os artistas foram co-roteiristas, com os primeiros rascunhos colaborativos que Lee construiu. O artista gravou mensagens para o recém-formado fã-clube Merry Marvel Marching Society em 1965.
Após a saída de Ditko da Marvel em 1966, John Romita Sr. tornou-se o colaborador de Lee em The Amazing Spider-Man. Em um ano, superou o Fantastic Four para se tornar a revista mais vendida da empresa. As histórias de Lee e Romita se concentravam tanto na vida social e universitária dos personagens quanto nas aventuras do Homem-Aranha. As histórias tornaram-se mais atuais, abordando questões como a Guerra do Vietnã, eleições, e movimento estudantil. Robbie Robertson, introduzido em The Amazing Spider-Man #51 (agosto de 1967) foi um dos primeiros personagens afro-americanos nos quadrinhos a desempenhar um sério papel coadjuvante. Na série Fantastic Four, Lee e Kirby produziram muitas histórias aclamadas, bem como personagens que se tornaram centrais para a Marvel, incluindo os Inumanos e o Panteras Negra, um rei africano que ser o primeiro super-herói negro dos quadrinhos mainstream. A história frequentemente citada como a melhor realização de Lee e Kirby é a trilogia de três partes Galacuts Trilogy que começou em Fantastic Four #48 (março de 1966), narrando a chegada de Galactus, um gigante cósmico que queria devorar o planeta e seu arauto, o Surfista Prateado. Fantastic Four #48 foi escolhida como vigésima quarta na pesquisa 100 Greatest Marvels of All Time  pelos leitores da Marvel em 2001. O editor Robert Greenberger escreveu em sua introdução à história que "Quando o quarto ano do Quarteto Fantástico chegou ao fim, Stan Lee e Jack Kirby pareciam estar apenas se aquecendo. Em retrospecto, talvez tenha sido o período mais fértil de qualquer título mensal durante a Era Marvel". O historiador de quadrinhos Les Daniels observou que" os elementos místicos e metafísicos que assumiu a saga eram perfeitamente adequados ao gosto dos jovens leitores nos anos 1960 ", e Lee logo descobriu que a história era uma das favoritas nos campi universitários. Lee e o desenhista John Buscema lançaram a série The Silver Surfer em agosto de 1968.

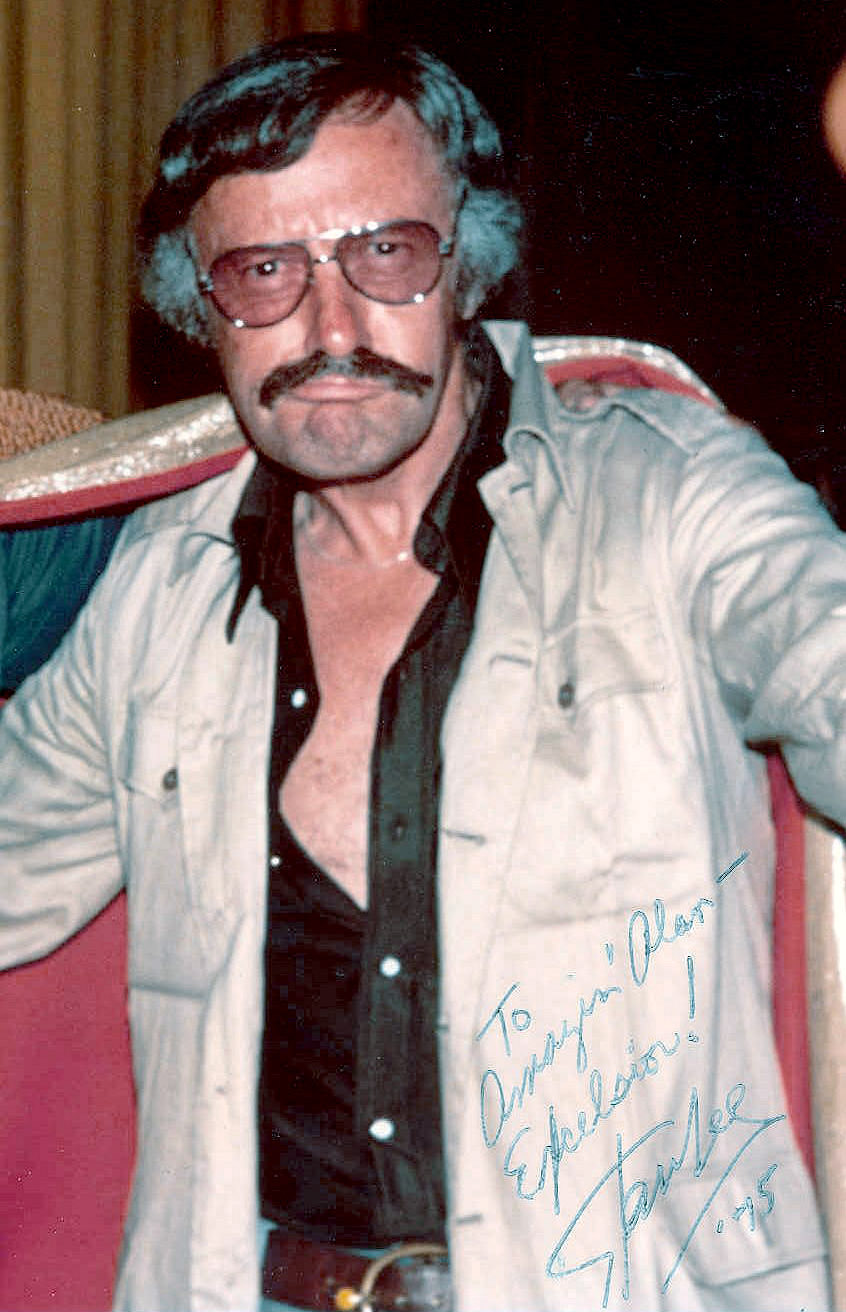
Stan Lee em 1975

No ano seguinte, Lee e Gene Colan criaram o Falcão, o primeiro super-herói afro-americano dos quadrinhos em Captain America #117 (setembro de 1969). Então, em 1971, Lee indiretamente ajudou a reformar o Comics Code Authority. O  U. S. Department of Health, Education and Welfare (Departamento de Saúde, Educação e Bem-Estar dos Estados Unidos) pediu a Lee para escrever uma história em quadrinhos sobre os perigos das drogas e o artista concebeu uma subtrama de três edições em The Amazing Spider-Man #96-98 (maio-julho de 1971), na qual o melhor amigo de Peter Parker, Harry Osborn, se torna viciado em drogas prescritas. O Comics Code Authority recusou-se a conceder seu selo porque as histórias mostravam o uso de drogas; o contexto antidrogas foi considerado irrelevante. Com a cooperação de Goodman e confiante de que o pedido original do governo lhe daria credibilidade, Lee publicou a história sem o selo. Os quadrinhos tiveram boas vendas e a Marvel ganhou elogios por seus esforços socialmente conscientes. O Comics Code Authority posteriormente afrouxou o código para permitir representações negativas de drogas, entre outras novas liberdades.
Lee também apoiou o uso de histórias em quadrinhos para fornecer alguma medida de comentário social sobre o mundo real, muitas vezes lidando com racismo e intolerância. "Stan's Soapbox", além de promover um próximo projeto de quadrinhos, também abordou questões de discriminação, intolerância ou preconceito.
Em 1972, Lee parou de escrever revistas em quadrinhos mensais para assumir o papel de publisher. Seus últimos roteiros foram publicados em The Amazing Spider-Man #110 (julho de 1972) e Fantastic Four # 125 (agosto de 1972).

### Últimos anos na Marvel
Lee tornou-se o rosto público da Marvel Comics. Fez aparições em convenções de quadrinhos por todos os Estados Unidos, dando palestras em faculdades e participando de painéis de discussão. Lee e John Romita Sr. lançaram a tira de jornal do Homem-Aranha em 3 de janeiro de 1977. A colaboração final de Lee com Jack Kirby, The Silver Surfer: The Ultimate Cosmic Experience, foi publicada em 1978 como parte da série Marvel Fireside Books e é considerada a primeira graphic novel da Marvel. Lee e John Buscema produziram a primeira edição de The Savage She-Hulk (fevereiro de 1980), que apresentou a prima do Hulk, e criaram uma história do  Surfista Prateado para a Epic Illustrated # 1 (Primavera de 1980).
Lee mudou-se para a Califórnia em 1981 para desenvolver as propriedades de TV e cinema da Marvel. Foi produtor executivo e fez aparições em adaptações de filmes da Marvel e outros filmes. Ocasionalmente retornava aos quadrinhos escrevendo com vários projetos de Surfista Prateado, incluindo uma história de 1982 desenhado por John Byrne, a graphic novel Judgment Day ilustrada por John Buscema, a minissérie Parable desenhada pelo desenhista francês Moebius, e a graphic novel The Enslavers com Keith Pollard. Lee foi por um curto período, presidente de toda a empresa, mas logo se demitiu para tornar-se publisher, descobrindo que ser presidente era atuar mais sobre números e finanças, e não utilizava sua capacidade para o processo criativo.

### Carreira posterior
Lee afastou-se dos deveres regulares na Marvel nos anos 90, embora continuasse a receber um salário anual de US$ 1 milhão como presidente emérito. Em 1998, ele e Peter Paul começaram um novo estúdio de criação, produção e marketing de super-heróis, a Stan Lee Media. A empresa cresceu para 165 pessoas e tornou-se pública através de uma fusão reversa estruturada pelo banqueiro de investimento Stan Medley em 1999, mas, perto do final de 2000, os investigadores descobriram a manipulação ilegal de ações por Paul e pelo diretor corporativo Stephan Gordon. A Stan Lee Media entrou com pedido de concordata em fevereiro de 2001. Em setembro de 2003, Paul foi extraditado do Brasil para os Estados Unidos, e se declarou culpado de violar a Regra 10b-5 da SEC relacionada com a negociação de suas ações na Stan Lee Media. Lee nunca foi implicado no esquema.
Em 2001, Lee, Gill Champion e Arthur Lieberman formaram a POW! (Purveyors of Wonder) Entertainment para desenvolver propriedades de filmes, televisão e videogames. Lee criou a série animada de superaventura Stripperella para a Spike TV.
Após o sucesso do filme X-Men da Fox Studio em 2000, e do filme Homem-Aranha da Sony em 2002, Lee processou a Marvel nesse mesmo ano, alegando que a empresa não estava pagando sua parte dos lucros dos filmes que ele cocriou. Por ter feito isso como funcionário, Lee não os possuía, mas nos anos 90, depois de décadas fazendo pouco dinheiro licenciando-os para a televisão e o cinema, a Marvel havia prometido a ele 10% de qualquer lucro futuro. Lee e a empresa se estabeleceram em 2005 por um valor não revelado de sete dígitos.
Em 2004, POW! Entretenimento tornou-se pública. Também naquele ano, Lee anunciou um programa de super-heróis que apresentaria com o ex-Beatle Ringo Starr como o personagem principal. Além disso, em agosto daquele ano, Lee anunciou o lançamento de Stan Lee's Sunday Comics, um serviço por assinatura de curta duração oferecido pela Komikwerks.com. De julho de 2006 até setembro de 2007, Lee apresentou, co-criou, produziu executivos e julgou a competição de reality shows Who Wants to Be a Superhero? do Sci-Fi Channel.
Em março de 2007, depois de a Stan Lee Media ter sido comprada por Jim Nesfield, a empresa entrou com uma ação contra a Marvel Entertainment por US$ 5 bilhões, afirmando que Lee havia dado seus direitos a vários personagens da Marvel para a Stan Lee Media em troca de ações e um salário. Em junho de 2007, a Stan Lee Media processou Lee; sua nova empresa, POW! Entertainment; e a subsidiária QED Entertainment.
Em 2008, Lee escreveu legendas humorísticas para a fotonovela política Stan Lee Presents Election Daze: What Are They Really Saying? Em abril daquele ano, a Brighton Partners e a Rainmaker Animation anunciaram uma parceria com a POW! para produzir uma série de filmes em CGI, Legion of 5. Outros projetos de Lee anunciados no final dos anos 2000 incluem uma linha de quadrinhos de super-heróis para a Virgin Comics, uma adaptação para TV do romance Hero, um prefácio para Skyscraperman de Dan Goodwin, uma parceria com a Guardian Media Entertainment e The Guardian Project para criar mascotes de super-heróis da NHL e trabalhar com o programa Eagle Initiative para encontrar novos talentos no mercado de quadrinhos.
Em outubro de 2011, Lee anunciou que faria parceria com a 1821 Comics em um selo multimídia para crianças, o  Stan Lee's Kids Universe, criado para suprir a falta de histórias em quadrinhos direcionadas a esse grupo demográfico; e que ele estava colaborando com a companhia em sua graphic novel futurista Romeo & Juliet: The War, do roteirista Max Work e do desenhista Skan Srisuwan. Na San Diego Comic-Con de 2012, Lee anunciou seu canal no YouTube, o World of Heroes de Stan Lee, que exibe programas criados por Lee, Mark Hamill, Peter David, Adrianne Curry e Bonnie Burton, entre outros. Lee escreveu o livro Zodiac, lançado em janeiro de 2015, com Stuart Moore. O filme Stan Lee's Annihilator, baseado em um prisioneiro chinês que se tornou super-herói chamado Ming e em produção desde 2013, foi lançado em 2015.
Em sua carreira posterior, as contribuições de Lee continuaram a se expandir fora do estilo que ele ajudou a ser pioneiro. Um exemplo disso é seu primeiro trabalho para a DC Comics nos anos 2000, lançando a série Just Imagine ..., na qual Lee re-imaginou os super-heróis da DC, Superman, Batman, Mulher Maravilha, Lanterna Verde e o Flash. Os projetos de mangá envolvendo Lee incluem Karakuri Dôji Ultimo, uma colaboração com Hiroyuki Takei, Viz Media e Shueisha, e Heroman, publicados na revista Monthly Shonen Gangan da Square Enix com o estúdio japonês Bones. Em 2011, Lee começou a escrever um musical live-action, The Yin e Yang Battle of Tao.

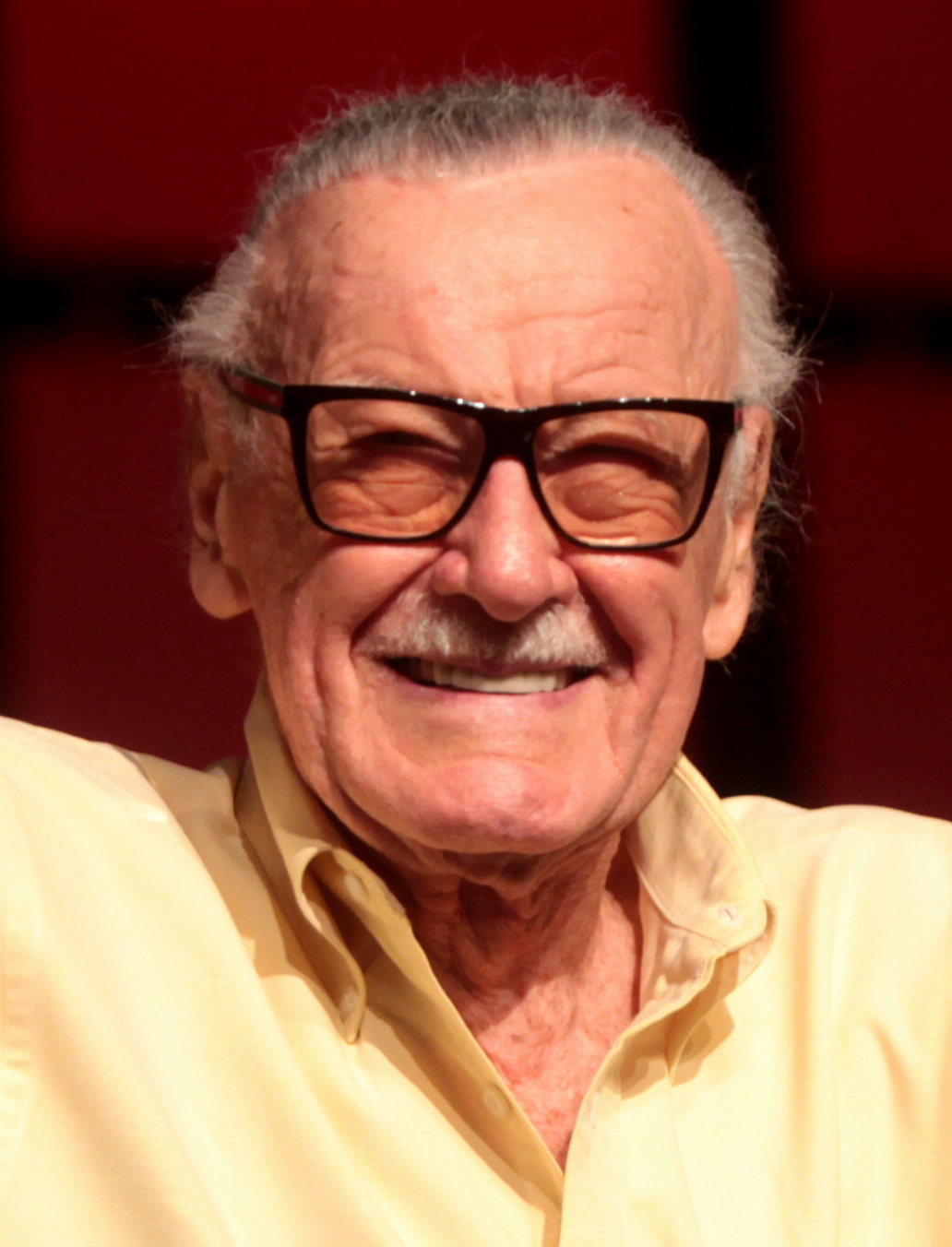
Lee em 2014

Este período também viu vários colaboradores honrarem Lee por sua influência na indústria de quadrinhos. Em 2006, a Marvel comemorou os 65 anos de Lee com a companhia, publicando uma série de histórias em quadrinhos estrelando o próprio Lee se encontrando e interagindo com muitas de suas cocriações, incluindo Homem-Aranha, Doutor Estranho, o Coisa, Surfista Prateado e o Doutor Destino. Esses quadrinhos também continham pequenas peças de criadores de quadrinhos como Joss Whedon e Fred Hembeck, além de reimpressões de aventuras clássicas de Lee. Na San Diego Comic-Con de 2007, a Marvel Legends apresentou um action figure de Stan Lee. A Comikaze Expo, a maior convenção de quadrinhos de Los Angeles, foi rebatizada como Stan Lee's Comikaze Presented by POW! Entertainment em 2012.
Na San Diego Comic-Con de 2016, Lee apresentou sua graphic novel digital Stan Lee's God Woke, com um texto originalmente escrito como um poema que ele apresentou no Carnegie Hall em 1972. A versão impressa do livro ganhou o prêmio Independent Voice Awards do ano de 2017 do Independent Book Awards.

## Morte
Lee morreu em 12 de novembro de 2018, aos 95 anos, no Cedars-Sinai Medical Center em Los Angeles, Califórnia. Foi levado para o hospital em uma ambulância de emergência médica no início do dia e morreu pouco depois. Em 2017 havia sofrido um surto de pneumonia e passou a ter problemas de visão. Morava com sua filha Joan Celia desde a morte da esposa Joan Lee, em 2017. Joan Lee morreu aos 93 anos, seis meses antes do casal completar setenta anos de união.
Em 27 de novembro de 2018, 15 dias após a morte, o site TMZ teve acesso a certidão de óbito de Lee e a causa da morte dele foi revelada: ele teve paradas cardíaca e respiratória. Além disso, o certificado mostrou que ele sofreu de pneumonia por aspiração, uma complicação decorrente de uma grande quantidade de comida, ácido estomacal ou saliva nos pulmões.
A NFL Brasil o homenageou com um vídeo mostrando concepções artísticas nos capacetes de cada um dos 32 times da liga, que foram inspiradas nos personagens da Marvel criados por ele.